# Yagoda
YAGODA (справжнє ім'я — Лілія Андріївна Верес, нар. 24 травня 1994, Новояворівськ) — українська співачка, композиторка, поетеса. Переможниця національного музичного проєкту «Українська пісня» (2023).

## Біографія
Лілія Верес народилася в місті Новояворівськ Львівської області в родині електрика та медсестри. З дитинства проявляла творчі здібності: писала поезію, навчалася у музичній школі по класу скрипки, брала участь у театральних постановках і шкільних концертах. У 2016 році закінчила Львівський національний університет імені Івана Франка, здобувши освіту за спеціальністю журналістика. Після завершення навчання зібрала власний музичний гурт By The Way, у якому була солісткою та менеджеркою. Колектив активно гастролював Україною та дав понад 120 концертів протягом трьох років. Паралельно з музичною діяльністю Лілія працювала ведучою подій і церемоній.

## Творчість
У 2018 році розпочала сольну кар'єру під псевдонімом YAGODA, дебютувавши з піснею «Будь» (у співпраці з гуртом Lvivdanceclub). Упродовж 2018—2021 років випустила низку синглів, серед яких найбільш відомим стала пісня «Дощі» (2021), що зібрала понад мільйон прослуховувань на Spotify. У 2022 році, перебуваючи на сьомому місяці вагітності, пережила початок повномасштабного вторгнення Росії в Україну. Після народження доньки YAGODA випустила пісню-присвяту українським жінкам, які народжують у воєнний час — «Зустріч». У 2023 році вийшов її EP «Гілка», у якому співачка рефлексує над особистими переживаннями у період війни. Також артистка презентувала спільний трек з М'ятою "Ой що несеться" про суперсилу українських жінок.Того ж року YAGODA стала переможницею національного проєкту «Українська пісня» з композицією «Пообіцяй». У 2024 році співачка презентувала повноформатний альбом «Атоми» і опублікувала оновлену версію відомої пісні Олександра Пономарьова "Я ніколи нікому тебе не віддам".

## Особисте життя
Про особисте життя співачка не розповідає, але відомо що під час війни вона народила донечку.  Ще під час вагітності Yagoda встигала випускати нові релізи та зніматись у кліпах.Зі слів артистки під час навчання в університеті вона перебувала у токсичних стосунках з відомим актором, його ім'я Yagoda не назвала. Також з медіа відомо, що співачка була учасницею неприємного інциденту. Yagoda їхала на радіостудію, щоб презентувати новий трек і саме тоді у їхню машину влетіла інша автівка.

## Дискографія

### Альбоми та EP
- Гілка (EP, 2023)
- Атоми (альбом, 2024)

### Відеокліпи
| Рік  | Назва пісні                    | Режисер                                             | Посилання        |
| ---- | ------------------------------ | --------------------------------------------------- | ---------------- |
| 2019 | Будь                           | Назар Дзюбинський та компанія Goodzyk production    | Відео на YouTube |
| 2020 | Запах кропиви                  | Олександр Кулик                                     | Відео на YouTube |
| 2020 | Сон                            | Олександр Кулик                                     | Відео на YouTube |
| 2021 | П'яна                          | Олександр Кулик                                     | Відео на YouTube |
| 2022 | Зустріч                        | Tony Moro (Юлія Антонюк)                            | Відео на YouTube |
| 2022 | Сонце                          | Tony Moro                                           | Відео на YouTube |
| 2023 | Пообіцяй                       | Tony Moro                                           | Відео на YouTube |
| 2023 | Ой що несеться                 | Tony Moro                                           | Відео на YouTube |
| 2023 | Лілея                          | Tony Moro                                           | Відео на YouTube |
| 2023 | Шепотіло                       | Tony Moro                                           | Відео на YouTube |
| 2023 | Недокохання                    | Tony Moro                                           | Відео на YouTube |
| 2024 | На сьомому                     | Tony Moro                                           | Відео на YouTube |
| 2024 | Незабудка                      | Tony Moro                                           | Відео на YouTube |
| 2024 | Атоми                          | Tony Moro                                           | Відео на YouTube |
| 2024 | Трава                          | Макс Леонов                                         | Відео на YouTube |
| 2024 | Я ніколи нікому тебе не віддам |                                                     | Відео на YouTube |
| 2024 | Різдво                         | Mariana Solodovchenko / творча школа Павла Табакова | Відео на YouTube |
| 2025 | Я не я                         |                                                     | Відео на YouTube |
| 2025 | Жінка                          |                                                     | Відео на YouTube |
| 2025 | Літо                           |                                                     | Відео на YouTube |
| 2025 | Чоботи                         |                                                     | Відео на YouTube |